# George Harrison/Diskografie
Diese Diskografie ist eine Übersicht über die musikalischen Werke des britischen Musikers George Harrison. Den Schallplattenauszeichnungen zufolge hat er bisher mehr als 16,6 Millionen Tonträger verkauft, davon alleine in seiner Heimat über 1,8 Millionen. Seine erfolgreichste Veröffentlichung ist das Album All Things Must Pass mit über 7,1 Millionen verkauften Einheiten.

## Einführung
George Harrisons erstes Soloprojekt entstand bereits, als er noch Mitglied bei den Beatles war. Am 1. November 1968 veröffentlichte er den Soundtrack zum Spielfilm Wonderwall Music, es war das erste Soloalbum eines Beatle. Das zweite Soloalbum Electronic Sound, 1969 veröffentlicht, war avantgardistisch; hier experimentierte Harrison mit einem Moog-Synthesizer. Er veröffentlichte von 1970 bis einschließlich 1992 neun Studio- (zuzüglich zwei als Mitglied der Traveling Wilburys), zwei Live- sowie zwei Kompilationsalben. Am 29. November 2001 starb Harrison an den Folgen einer Krebserkrankung. 2002 erschien postum das letzte Studioalbum Brainwashed; produziert und fertiggestellt wurde es von Jeff Lynne und Harrisons Sohn Dhani. Zwischen 2001 und 2014 erschienen mehrere Studioalben in neu remasterten Versionen, überwiegend mit Bonusmaterial. 2009 wurde ein weiteres Kompilationsalbum veröffentlicht.

## Alben

### Studioalben
| Jahr | Titel                             | Höchstplatzierung, Gesamtwochen, AuszeichnungChartplatzierungen (Jahr, Titel, Platzierungen, Wochen, Auszeichnungen, Anmerkungen) | Höchstplatzierung, Gesamtwochen, AuszeichnungChartplatzierungen (Jahr, Titel, Platzierungen, Wochen, Auszeichnungen, Anmerkungen) | Höchstplatzierung, Gesamtwochen, AuszeichnungChartplatzierungen (Jahr, Titel, Platzierungen, Wochen, Auszeichnungen, Anmerkungen) | Höchstplatzierung, Gesamtwochen, AuszeichnungChartplatzierungen (Jahr, Titel, Platzierungen, Wochen, Auszeichnungen, Anmerkungen) | Höchstplatzierung, Gesamtwochen, AuszeichnungChartplatzierungen (Jahr, Titel, Platzierungen, Wochen, Auszeichnungen, Anmerkungen) | Anmerkungen                             |
| Jahr | Titel                             | DE | AT | CH | UK | US | Anmerkungen                             |
| ---- | --------------------------------- | --- | --- | --- | --- | --- | --------------------------------------- |
| 1968 | Wonderwall Music                  | DE22 (1 Wo.)DE | — | — | — | US49 (16 Wo.)US | Erstveröffentlichung: 1. November 1968  |
| 1969 | Electronic Sound                  | DE— n.v.DE | — | — | — | US191 (2 Wo.)US | Erstveröffentlichung: 9. Mai 1969       |
| 1970 | All Things Must Pass              | DE2 a (12 Wo.)DE | AT4 (3 Wo.)AT | CH3 (3 Wo.)CH | UK1 Gold · (32 Wo.)UK | US1 ×7Siebenfachplatin · (41 Wo.)US                                                                                               | Erstveröffentlichung: 27. Oktober 1970  |
| 1973 | Living in the Material World      | DE12 b (4 Wo.)DE | AT18 (1 Wo.)AT | CH35 (1 Wo.)CH | UK2 (13 Wo.)UK | US1 Gold · (26 Wo.)US | Erstveröffentlichung: 22. Juni 1973     |
| 1974 | Dark Horse                        | DE45 (1 Wo.)DE | AT10 (4 Wo.)AT | — | UK— SilberUK | US4 Gold · (17 Wo.)US | Erstveröffentlichung: 20. Dezember 1974 |
| 1975 | Extra Texture (Read All About It) | — | — | — | UK16 (4 Wo.)UK | US8 Gold · (11 Wo.)US | Erstveröffentlichung: 3. Oktober 1975   |
| 1976 | Thirty Three & 1/3                | — | — | — | UK35 Silber · (4 Wo.)UK | US11 Gold · (21 Wo.)US | Erstveröffentlichung: 19. November 1976 |
| 1979 | George Harrison                   | — | — | — | UK39 (5 Wo.)UK | US14 Gold · (18 Wo.)US | Erstveröffentlichung: 23. Februar 1979  |
| 1981 | Somewhere in England              | DE36 (9 Wo.)DE | AT15 (4 Wo.)AT | — | UK13 (4 Wo.)UK | US11 (13 Wo.)US | Erstveröffentlichung: 5. Juni 1981      |
| 1982 | Gone Troppo                       | — | — | — | — | US108 (7 Wo.)US | Erstveröffentlichung: 5. November 1982  |
| 1987 | Cloud Nine                        | DE15 (22 Wo.)DE | AT26 (6 Wo.)AT | CH23 (7 Wo.)CH | UK10 Gold · (23 Wo.)UK | US8 Platin · (31 Wo.)US | Erstveröffentlichung: 2. November 1987  |
| 2002 | Brainwashed                       | DE17 (5 Wo.)DE | AT62 (1 Wo.)AT | CH58 (2 Wo.)CH | UK29 Gold · (9 Wo.)UK | US18 Gold · (9 Wo.)US | Erstveröffentlichung: 18. November 2002 |

grau schraffiert: keine Chartdaten aus diesem Jahr verfügbar

### Livealben
| Jahr | Titel Interpretation                                  | Höchstplatzierung, Gesamtwochen, AuszeichnungChartplatzierungen (Jahr, Titel, Interpretation, Platzierungen, Wochen, Auszeichnungen, Anmerkungen) | Höchstplatzierung, Gesamtwochen, AuszeichnungChartplatzierungen (Jahr, Titel, Interpretation, Platzierungen, Wochen, Auszeichnungen, Anmerkungen) | Höchstplatzierung, Gesamtwochen, AuszeichnungChartplatzierungen (Jahr, Titel, Interpretation, Platzierungen, Wochen, Auszeichnungen, Anmerkungen) | Höchstplatzierung, Gesamtwochen, AuszeichnungChartplatzierungen (Jahr, Titel, Interpretation, Platzierungen, Wochen, Auszeichnungen, Anmerkungen) | Höchstplatzierung, Gesamtwochen, AuszeichnungChartplatzierungen (Jahr, Titel, Interpretation, Platzierungen, Wochen, Auszeichnungen, Anmerkungen) | Anmerkungen                             |
| Jahr | Titel Interpretation                                  | DE | AT | CH | UK | US | Anmerkungen                             |
| ---- | ----------------------------------------------------- | --- | --- | --- | --- | --- | --------------------------------------- |
| 1971 | The Concert for Bangla Desh George Harrison & Friends | DE29 (3 Wo.)DE | — | — | UK1 (13 Wo.)UK | US2 Gold · (41 Wo.)US | Erstveröffentlichung: 20. November 1971 |
| 1992 | Live in Japan                                         | — | — | — | — | US126 (2 Wo.)US | Erstveröffentlichung: 13. Juli 1992     |

grau schraffiert: keine Chartdaten aus diesem Jahr verfügbar

### Kompilationen
| Jahr | Titel                                 | Höchstplatzierung, Gesamtwochen, AuszeichnungChartplatzierungen (Jahr, Titel, Platzierungen, Wochen, Auszeichnungen, Anmerkungen) | Höchstplatzierung, Gesamtwochen, AuszeichnungChartplatzierungen (Jahr, Titel, Platzierungen, Wochen, Auszeichnungen, Anmerkungen) | Höchstplatzierung, Gesamtwochen, AuszeichnungChartplatzierungen (Jahr, Titel, Platzierungen, Wochen, Auszeichnungen, Anmerkungen) | Höchstplatzierung, Gesamtwochen, AuszeichnungChartplatzierungen (Jahr, Titel, Platzierungen, Wochen, Auszeichnungen, Anmerkungen) | Höchstplatzierung, Gesamtwochen, AuszeichnungChartplatzierungen (Jahr, Titel, Platzierungen, Wochen, Auszeichnungen, Anmerkungen) | Anmerkungen                                                    |
| Jahr | Titel                                 | DE | AT | CH | UK | US | Anmerkungen                                                    |
| ---- | ------------------------------------- | --- | --- | --- | --- | --- | -------------------------------------------------------------- |
| 1976 | The Best of George Harrison           | — | AT25 (4 Wo.)AT | — | UK100 Silber · (1 Wo.)UK | US31 Gold · (15 Wo.)US | Erstveröffentlichung: 19. November 1976 Charteinstieg UK: 2002 |
| 1989 | Best of Dark Horse 1976–1989          | — | — | — | — | US132 (6 Wo.)US | Erstveröffentlichung: 23. Oktober 1989                         |
| 2009 | Let It Roll: Songs by George Harrison | DE91 (1 Wo.)DE | — | CH98 (1 Wo.)CH | UK4 Gold · (8 Wo.)UK | US24 (14 Wo.)US | Erstveröffentlichung: 12. Juli 2009                            |
| 2012 | Early Takes: Volume 1 b               | — | — | — | UK66 (1 Wo.)UK | US20 (3 Wo.)US | Erstveröffentlichung: 27. April 2012                           |

grau schraffiert: keine Chartdaten aus diesem Jahr verfügbar

### Tributealben
- 2003: Concert for George (2 CD + DVD-Box)
- 2016: George Fest – A Night to Celebrate the Music of George Harrison (2 CD + DVD)

## Singles

### Chronologische Auflistung
Die folgende Auflistung beschränkt sich auf die Singles, die entweder in Großbritannien, den USA oder Deutschland erschienen sind.
| - 1970: My Sweet Lord (Single Mix) / Isn’t It a Pity (US/DE) - 1971: My Sweet Lord (Single Mix) / What Is Life (UK) - 1971: What Is Life / Apple scruffs (US/DE) - 1971: Bangla Desh / Deep Blue - 1973: Give Me Love (Give Me Peace on Earth) / Miss O’Dell - 1974: Dark Horse / I Don’t Care Anymore (US/DE) - 1974: Ding Dong, Ding Dong / I Don’t Care Anymore (UK) - 1974: Ding Dong, Ding Dong / Hari’s on Tour (Express) (US/DE) - 1975: Dark Horse / Hari’s on Tour (Express) (UK) - 1975: You / World of Stone - 1975: This Guitar (Can’t Keep from Crying) (Edit) / Maya Love - 1976: This Song (Edit) / Learning how to Love You - 1977: Crackerbox Palace / Learning how to Love You (US) - 1977: True Love / Pure Smokey (UK) - 1977: Crackerbox Palace / True Love (DE) - 1977: It’s What You Value (Edit) / Woman Don’t You Cry for Me (UK) - 1977: Dark Horse / You (Capitol Star Line Serie, US) - 1979: Blow Away / Soft Touch (UK/DE) - 1979: Blow Away / Soft–Hearted Hana (US) - 1979: Love Comes to Everyone / Soft–Hearted Hana (UK/DE) - 1979: Love Comes to Everyone (Edit) / Soft Touch (US) - 1979: Faster / Your Love Is Forever (UK, auch als Picture Disc) - 1979: Faster / Soft–Hearted Hana (DE) - 1981: All Those Years Ago / Writings on the Wall - 1981: Teardrops / Save the World - 1981: All Those Years Ago / Teardrops (US) - 1982: Wake Up My Love / Greece | - 1983: I Really Love You / Circles (US/DE) - 1985: I Don’t Want to Do It (Single Mix) / (Dave Edmunds: Queen of the Hop, US) - 1987: Got My Mind Set on You / Lay His Head (auch als limitierte Box, UK) - 1987: Got My Mind Set on You (Extended Version) / Got My Mind Set on You (Single Version) / Lay His Head (12″-Single, auch als Picture Disc) - 1988: When We Was Fab / Zig Zag (auch als limitierte Box, UK) - 1988: When We Was Fab (Unextended Version) / Zig Zag / That’s the Way It Goes (Remix) / When We Was Fab (Reverse End, 12″-CD, auch als Picture Disc) - 1988: This Is Love / Breath Away from Heaven - 1988: This Is Love / Breath Away from Heaven / All Those Years Ago / Hong Kong Blues (12″-CD) - 1989: Cheer Down / That’s What It Takes (US) - 1989: Cheer Down / Poor Little Girl (UK/DE) - 1989: Cheer Down / Poor Little Girl / Crackerbox Palace (12″-CD, UK/DE) - 1989: Got My Mind Set on You / When We Was Fab (Back to Back Hits Serie, US) - 1997: My Sweet Lord (Single Mix) / Give Me Love (Give Me Peace on Earth) (back to back Serie, US) - 2001: My Sweet Lord 2000 / All Things Must Pass (US, Jukebox-Single: grünes Vinyl) - 2002: My Sweet Lord / Let It Down / My Sweet Lord 2000 (CD-Single) - 2003: Any Road / Marwa Blues (UK) - 2003: Any Road / Marwa Blues / Any Road (Video, Enhanced-CD-Single) - 2020: My Sweet Lord / Isn’t It a Pity (Veröffentlichung zum 50-jährigen Jubiläum am Record Store Day, klares Vinyl) |

### Chartplatzierungen
| Jahr | Titel Album                                                        | Höchstplatzierung, Gesamtwochen, AuszeichnungChartplatzierungen (Jahr, Titel, Album, Platzierungen, Wochen, Auszeichnungen, Anmerkungen) | Höchstplatzierung, Gesamtwochen, AuszeichnungChartplatzierungen (Jahr, Titel, Album, Platzierungen, Wochen, Auszeichnungen, Anmerkungen) | Höchstplatzierung, Gesamtwochen, AuszeichnungChartplatzierungen (Jahr, Titel, Album, Platzierungen, Wochen, Auszeichnungen, Anmerkungen) | Höchstplatzierung, Gesamtwochen, AuszeichnungChartplatzierungen (Jahr, Titel, Album, Platzierungen, Wochen, Auszeichnungen, Anmerkungen) | Höchstplatzierung, Gesamtwochen, AuszeichnungChartplatzierungen (Jahr, Titel, Album, Platzierungen, Wochen, Auszeichnungen, Anmerkungen) | Anmerkungen                                                   |
| Jahr | Titel Album                                                        | DE | AT | CH | UK | US | Anmerkungen                                                   |
| ---- | ------------------------------------------------------------------ | --- | --- | --- | --- | --- | ------------------------------------------------------------- |
| 1970 | My Sweet Lord All Things Must Pass                                 | DE1 (26 Wo.)DE | AT1 (16 Wo.)AT | CH1 (21 Wo.)CH | UK1 Platin · (31 Wo.)UK | US1 ×2Doppelplatin · (15 Wo.)US | Erstveröffentlichung: 25. November 1970 US-B: Isn’t It A Pity |
| 1971 | What Is Life All Things Must Pass                                  | DE3 (20 Wo.)DE | AT5 (4 Wo.)AT | CH1 (11 Wo.)CH | UK— n.v.UK | US10 (9 Wo.)US | Erstveröffentlichung: 15. Februar 1971                        |
| 1971 | Bangla Desh The Concert for Bangla Desh                            | DE23 (9 Wo.)DE | — | CH2 (10 Wo.)CH | UK10 (9 Wo.)UK | US23 (7 Wo.)US | Erstveröffentlichung: 30. Juli 1971 US-B: Deep Blue           |
| 1973 | Give Me Love (Give Me Peace on Earth) Living in the Material World | DE28 (7 Wo.)DE | — | — | UK8 (10 Wo.)UK | US1 (14 Wo.)US | Erstveröffentlichung: 7. Mai 1973                             |
| 1974 | Dark Horse                                                         | DE46 (2 Wo.)DE | — | — | — | US15 (10 Wo.)US | Erstveröffentlichung: 30. Oktober 1974                        |
| 1974 | Ding Dong, Ding Dong Dark Horse                                    | DE31 (5 Wo.)DE | — | — | UK38 (5 Wo.)UK | US36 (6 Wo.)US | Erstveröffentlichung: 6. Dezember 1974                        |
| 1975 | You Extra Texture (Read All About It)                              | DE43 (2 Wo.)DE | — | — | UK38 (5 Wo.)UK | US20 (10 Wo.)US | Erstveröffentlichung: 15. September 1975                      |
| 1976 | This Song Thirty Three & 1/3                                       | — | — | — | — | US25 (11 Wo.)US | Erstveröffentlichung: 3. November 1976                        |
| 1977 | Crackerbox Palace Thirty Three & 1/3                               | — | — | — | — | US19 (11 Wo.)US | Erstveröffentlichung: 4. Januar 1977                          |
| 1979 | Blow Away George Harrison                                          | — | — | — | UK51 (5 Wo.)UK | US16 (14 Wo.)US | Erstveröffentlichung: Februar 1979                            |
| 1981 | All Those Years Ago Somewhere in England                           | DE44 (7 Wo.)DE | AT14 (4 Wo.)AT | CH8 (5 Wo.)CH | UK13 (7 Wo.)UK | US2 (16 Wo.)US | Erstveröffentlichung: 6. Mai 1981                             |
| 1982 | Wake Up My Love Gone Troppo                                        | — | — | — | — | US53 (5 Wo.)US | Erstveröffentlichung: 27. Oktober 1982                        |
| 1987 | Got My Mind Set on You Cloud Nine                                  | DE7 (15 Wo.)DE | AT8 (4 Wo.)AT | CH11 (6 Wo.)CH | UK2 Platin · (15 Wo.)UK | US1 (22 Wo.)US | Erstveröffentlichung: 12. Oktober 1987                        |
| 1988 | When We Was Fab Cloud Nine                                         | DE40 (6 Wo.)DE | — | — | UK25 (7 Wo.)UK | US23 (11 Wo.)US | Erstveröffentlichung: 25. Januar 1988                         |
| 1988 | This Is Love Cloud Nine                                            | — | — | — | UK55 (3 Wo.)UK | — | Erstveröffentlichung: 12. Mai 1987                            |
| 2003 | Any Road Brainwashed                                               | DE— n.v.DE | AT— n.v.AT | CH— n.v.CH | UK37 (2 Wo.)UK | US— n.v.US | Erstveröffentlichung: 12. Mai 2003                            |

## Raritäten
- 1985: Porky’s Revenge – I Don’t Want to Do It (Albumversion)
- 1985: Greenpeace – The Album – Save the World (Remix)
- 1987: The Prince’s Trust Concert 1987 – While My Guitar Gently Weeps und Here Comes the Sun
- 1988: Songs by George Harrison; Vier-Titel-CD/EP als Beigabe zum gleichnamigen Buch (UK) (Sat Singing/Lay His Head/Flying Hour/For You Blue (Live 1974))
- 1990: Romanian Angel Appeal – Duett mit Paul Simon: Homeward Bound
- 1992: The Bunbury Tails – Ride Rajbun
- 1992: Songs by George Harrison Two; Vier-Titel-CD als Beigabe zum gleichnamigen Buch (UK) (Life Itself (Demoversion)/Hottest Gong in Town/Tears of the World/Hari’s on Tour (Live 1974))
- 1993: Bob Dylan – The 30th Anniversary Celebration Concert – Absolutely Sweet Marie
- 1994: Mo’s Songs! (US Promo-Kompilation) – Mo
- 2001: Jools Holland & his Rhythm & Blues Orchestra and Friends – Small World Big Band Friends – Horse to the Water
- 2002: Brainwashed; DVD zur „Limited Edition“
- 2006: Carl Perkins & Friends, Blue Suede Shoes – A Rockabilly Session – Everybody’s Trying to Be My Baby, Your True Love (Gesang mit Carl Perkins und Dave Edmunds), Glad All Over (Duett mit Carl Perkins) – Aufgenommen: 1985
- 2006: Living in the Material World; DVD zur „Limited Edition“
- 2007: iTunes – Learning How to Love You (Early Mix); nur mit dem Album Thirty Three and a Third
- 2007: iTunes – Blow Away (Demo); nur mit dem Album George Harrison
- 2007: iTunes – Flying Hour; nur mit dem Album Somewhere in England
- 2009: iTunes – Isn’t It a Pity (Demo); nur mit dem Album Let It Roll: Songs by George Harrison

## Mitwirkung bei anderen Künstlern

### Kompositionen für und mit anderen Künstlern
Titel, die nicht auf offiziellen Tonträgern der Beatles oder Harrisons veröffentlicht wurden:
- 1968: Sour Milk Sea – Jackie Lomax (+ Produzent + Gitarre)
- 1969: Badge – Cream (Co-Komposition + Gitarre)
- 1970: Ain’t That Cute – Doris Troy (Co-Komposition + Produktion + Gitarre)
- 1970: Give Me Back My Dynamite – Doris Troy (Co-Komposition + Produktion + Gitarre)
- 1970: Gonna Get My Baby Back – Doris Troy (Co-Komposition + Produktion)
- 1970: You Gave Me Joy Joy – Doris Troy (Co-Komposition + Gitarre)
- 1970: Sing One for the Lord – Billy Preston (Co-Komposition)
- 1971: Tandoori Chicken – Ronnie Spector (Co-Komposition + Produktion)
- 1972: The Holdup – David Bromberg (Co-Komposition + Gitarre)
- 1973: Photograph – Ringo Starr (Co-Komposition + Gitarre + Hintergrundgesang)
- 1973: Sunshine Life For Me – Ringo Starr (+ Gitarre + Hintergrundgesang)
- 1973: You And Me Babe – Ringo Starr (Co-Komposition + Gitarre)
- 1976: I’ll Still Love You – Ringo Starr
- 1981: Wrack My Brain – Ringo Starr (+ Produktion + Gitarre + Hintergrundgesang)
- 1985: Focus of Attention – Jimmy Helms (Co-Komposition)
- 1985: Celebration – Jimmy Helms (Co-Komposition + Gitarre)
- 1990: That Kind of Woman – Gary Moore (+ Gitarre + Hintergrundgesang)

### Produktionen
- 1969: Is This What You Want (Album) – Jackie Lomax
- 1969: That’s the Way God Planned It (Album) – Billy Preston (+ Gitarre)
- 1969: Hare Krishna Mantra / Prayer To The Spiritual Masters – Radha Krishna Temple
- 1970: All That I’ve Got – Billy Preston
- 1970: How The West Was Woven / Thumbing a Ride – Jackie Lomax
- 1970: Govinda / Govinda Jai Jai – Radha Krishna Temple
- 1970: Encouraging Words (Album) – Billy Preston
- 1971: It Don’t Come Easy / Early 1970 – Ringo Starr (+ Gitarre)
- 1971: The Radha Krishna Temple (Album) – Radha Krishna Temple
- 1971: Joi Bangla / Oh Bhaugowan / Raga Mishra – Ravi Shankar
- 1971: Raga (Album) – Ravi Shankar
- 1972: I’d Die Babe; Name Of The Game; Suitcase; Day After Day (+ Gitarre) – Badfinger
- 1972: Back Off Boogaloo – Ringo Starr (+ Gitarre)
- 1973: Sweet Music – Lon & Derrek Van Eaton
- 1973: In Concert 1972 (Album) – Ravi Shankar & Ali Akbar Khan
- 1973: Down and Out – Ringo Starr (+ Gitarre)
- 1974: The Place I Love (Album) – Splinter
- 1974: Shankar Family and Friends (Album) – Ravi Shankar & Friends
- 1975: Lonely Man – Splinter (+ Gitarre)
- 1975: Lumberjack Song – Monty Python’s Flying Circus
- 1976: Ravi Shankar’s Music Festival from India (Album) – Ravi Shankar
- 1977: Two Man Band (Album) – Splinter
- 1981: You Belong To Me – Ringo Starr (Gitarre + Hintergrundgesang)
- 1996: In Celebration (Album) – Ravi Shankar
- 1996: Distance Makes No Difference With Love – Carl Perkins (+ Gitarre + Hintergrundgesang)
- 1997: Chants of India (Album) – Ravi Shankar (+ Gitarre + Bass + Glockenspiel + Vibraphon + Auto Harp + Hintergrundgesang)

### Musikalische Beiträge
| - 1965: You’ve Got to Hide Your Love Away – Silkie (Tamburin) - 1969: That’s the Way God Planned It – Billy Preston (Gitarre) - 1969: Never Tell Your Mother She’s Out of Tune – Jack Bruce (Gitarre) - 1969: Something – Joe Cocker (Gitarre) - 1969: Cold Turkey – John Lennon (Gitarre) - 1969: Don’t Worry Kyoko – Yoko Ono (Gitarre) - 1970: Instant Karma! – John Lennon (Gitarre + Piano) - 1970: Radhe Shaam – Suresh Joshi (Gitarre) Veröffentlicht: 2021 - 1970: Pisces Apple Lady; The New Sweet Home Chicago – Leon Russel (Gitarre) - 1970: Delaney & Bonnie & Friends on Tour with Eric Clapton (Album) – Delaney and Bonnie Branlett (Gitarre) - 1970: Game People Play; Vaya Con Dios; Get Back – Doris Troy (Gitarre) - 1970: Roll It Over – Derek and the Dominos (Gitarre + Hintergrundgesang) - 1970: I’m Your Spiritual Breadman – Ashton, Gardner and Dyke (Gitarre) - 1970: If Not For You – Bob Dylan (Gitarre) Veröffentlicht: 1991 - 1970: Bob Dylan 1970 with special Guest George Harrison (Album) Veröffentlicht: 2021 - 1970: Greenfield Morning I Pushed an Empty Baby Carriage All Over the City – Yoko Ono (Sitar) - 1971: Try Some, Buy Some – Ronnie Spector (Hintergrundgesang) - 1971: Stand for Your Rights; I Can’t See the Reason; Two Faced Man; Give Me the Good Earth – Gary Wright (Gitarre) - 1971: Crippled Inside; I Don’t Wanna Be a Soldier; Gimme Some Truth; Oh My Love; How Do You Sleep? – John Lennon (Gitarre) - 1971: I Wrote a Simple Song – Billy Preston (Gitarre) - 1972: Bobby Keys (Album) – Bobby Keys (Gitarre) - 1972: You’re Breakin’ My Heart – Harry Nilsson (Gitarre) - 1973: If You’ve Got Love – Dave Mason (Gitarre) - 1973: I Need You – Don Nix (Gitarre) - 1973: Waiting for the Band; Edward; Speed On; Banana Anna – Nicky Hopkins (Gitarre) - 1973: Basket Ball Jones – Cheech and Chong (Gitarre) - 1973: I’m the Greatest – Ringo Starr (Gitarre) - 1973: I’m the Greatest – John Lennon (Gitarre) Veröffentlicht: 1998 - 1973: So Sad – Alvin Lee & Mylon Lefevre (Gitarre + Bass) - 1974: Day Break – Harry Nilsson (Kuhglocke) - 1974: Far East Man – Ron Wood (Gitarre + Hintergrundgesang) - 1975: That’s Life – Billy Preston (Gitarre) - 1975: Make Love Not War – Peter Skellern (Gitarre) - 1976: Aporonia (Foxtrata) – Tom Scott (Gitarre) - 1976: Direct Me – Larry Hosford (Gitarre) - 1976: Wishing I Could – Larry Hosford (Hintergrundgesang) | - 1977: Round and Round; Motions of Love; Love Is Enough – Splinter (Gitarre) - 1978: The Last Time – Daryl Hall & John Oates (Hintergrundgesang) - 1981: Walk a Thin Line – Mick Fleetwood (Gitarre) - 1982: Mineral Man – Gary Brooker (Gitarre) - 1985: Freedom – Billy Connolly (Gitarre) - 1986: Talk Don’t Bother Me – Alvin Lee (Gitarre) - 1986: Children of the Sky – Mike Batt (Gitarre) - 1987: Tana Mana (Album) – The Ravi Shankar Project (Synthesizer + Auto Harp) - 1987: Theme for Something Really Important; The Trembler – Duane Eddy (Gitarre) - 1988: Love’s State of Mind – Sylvia Griffin (Gitarre) - 1988: I Don’t Wanna Hold Back – Gary Wright (Gitarre) - 1989: Oh! Lord, Why Lord – Jim Capaldi (Gitarre) - 1989: A Love Is So Beautiful – Roy Orbison (Gitarre) - 1989: I Won’t Back Down – Tom Petty (Gitarre + Hintergrundgesang) - 1989: Leave a Light On – Belinda Carlisle (Gitarre) - 1989: Deep Deep Ocean – Belinda Carlisle (Gitarre + Bass) - 1989: Run So Far – Eric Clapton (Gitarre + Hintergrundgesang) - 1990: Lu Le La – Vicki Brown (Gitarre) - 1990: While My Guitar Gently Weeps – The Jeff Healey Band (Gitarre + Hintergrundgesang) - 1990: Take Away the Sadness – Jim Horn (Gitarre) - 1990: Every Little Thing; Lift Me Up – Jeff Lynne (Gitarre + Hintergrundgesang) - 1990: September Song; Stormy Weather – Jeff Lynne (Gitarre) - 1990: Under the Red Sky – Bob Dylan (Gitarre) - 1991: Hot Love – Del Shannon (Hintergrundgesang) - 1992: Real Love – Jimmy Nail (Gitarre) - 1993: The Bluest Blues; I Want You (She’s So Heavy) – Alvin Lee (Gitarre) - 1993: My Back Pages (Live) – Bob Dylan (Gitarre + Gesangsstrophe) - 1993: Knockin’ on Heaven’s Door (Live) – Bob Dylan (Gitarre + Hintergrundgesang) - 1995: Don’t Try to Own Me – Gary Wright (Hintergrundgesang) - 1995: Love’s Got a Hold on Me – Jim Capaldi (Gitarre + Hintergrundgesang + Co-Komposition) - 1998: King of Broken Hearts; I’ll Be Fine Anywhere – Ringo Starr (Gitarre) - 2001: A Long Time Gone; All She Wanted – ELO (Gitarre) - 2001: Love Letters – Bill Wyman’s Rhythm Kings (Gitarre) - 2001: Punchdrunk – Rubyhorse (Gitarre) - 2001: Anna Julia – Jim Capaldi (Gitarre) |

## Videoalben
| Jahr | Titel                                         | Höchstplatzierung, Gesamtwochen, AuszeichnungChartplatzierungen (Jahr, Titel, Platzierungen, Wochen, Auszeichnungen, Anmerkungen) | Höchstplatzierung, Gesamtwochen, AuszeichnungChartplatzierungen (Jahr, Titel, Platzierungen, Wochen, Auszeichnungen, Anmerkungen) | Höchstplatzierung, Gesamtwochen, AuszeichnungChartplatzierungen (Jahr, Titel, Platzierungen, Wochen, Auszeichnungen, Anmerkungen) | Höchstplatzierung, Gesamtwochen, AuszeichnungChartplatzierungen (Jahr, Titel, Platzierungen, Wochen, Auszeichnungen, Anmerkungen) | Höchstplatzierung, Gesamtwochen, AuszeichnungChartplatzierungen (Jahr, Titel, Platzierungen, Wochen, Auszeichnungen, Anmerkungen) | Anmerkungen                                                                                                 |
| Jahr | Titel                                         | DE | AT | CH | UK | US | Anmerkungen                                                                                                 |
| ---- | --------------------------------------------- | --- | --- | --- | --- | --- | --- |
| 2004 | The Dark Horse Years 1976–1992                | — | — | — | UK22 (2 Wo.)UK | — | Erstveröffentlichung: 2004 Musikvideos und Liveaufnahmen                                                    |
| 2005 | The Concert for Bangla Desh                   | — | — | — | UK1 (8 Wo.)UK | — | Erstveröffentlichung: 2005 aufgenommen 1971                                                                 |
| 2011 | George Harrison: Living In The Material World | — | — | — | UK1 (75 Wo.)UK | — | Erstveröffentlichung: 2. Dezember 2011 Dokumentation über das Leben von George Harrison von Martin Scorsese |

Weitere Videoalben
- 2004: Carl Perkins and Friends: Blue Suede Shoes: A Rockabilly Session (Aufgenommen 1985, im Fernsehen gesendet 1986)

## Musikvideos
| Jahr | Titel                                    | Regisseur(e)                      |
| ---- | ---------------------------------------- | --------------------------------- |
| 1974 | Dark Horse                               | George Harrison                   |
| 1974 | Ding Dong, Ding Dong                     | George Harrison                   |
| 1976 | Crackerbox Palace                        | Eric Idle                         |
| 1976 | True Love                                | Eric Idle                         |
| 1976 | This Song                                | George Harrison / Michael Collins |
| 1979 | Blow Away                                | Neil Innes                        |
| 1979 | Faster                                   |                                   |
| 1981 | All Those Years Ago                      | Ron Furmanek                      |
| 1985 | Save The World (Greenpeace version)      | Ian Weiner                        |
| 1986 | Shanghai Surprise                        |                                   |
| 1987 | Got My Mind Set on You (Version 1)       | Willy Smax                        |
| 1987 | Got My Mind Set on You (Version 2)       | Gary Weis                         |
| 1988 | When We Was Fab                          | Kevin Godley / Lol Creme          |
| 1988 | This is Love                             | Morton Jankel                     |
| 2003 | Any Road                                 | Simon Hilton / Pamela Esterson    |
| 2004 | Taxman (live)                            |                                   |
| 2014 | What Is Life                             | Brandon Moore                     |
| 2016 | Between the Devil and the Deep Blue Sea  |                                   |
| 2021 | My Sweet Lord                            | Lance Bangs                       |
| 2021 | Run Of The Mill [Take 36]                | Gavin Davis                       |
| 2021 | Isn’t It A Pity [Take 27]                | Jonny Kofoed / Alan Bibby         |
| 2021 | Cosmic Empire [Demo Take 1]              | Lucy Dawkins / Tom Readdy         |
| 2024 | Be Here Now                              | Mathew Newton                     |
| 2024 | Sunshine Life for Me (Sail away Raymond) | Daniel Cordero / Kelly Mahan      |

## Promoveröffentlichungen

### Promotionalben
Promotionveröffentlichungen dienen zu Werbezwecken und wurden, bzw. werden von Plattenfirmen an Radiosender versandt; sie gelangen offiziell nicht in den Verkauf. Die folgenden aufgeführten Promotionveröffentlichungen unterscheiden sich entweder deutlich in der Form des Inhalts von den späteren offiziellen Veröffentlichungen oder blieben gänzlich individuelle Kompilationen.
- 1976: Dark Horse Records presents a personal music dialog with George Harrison; Promo-Interviewalbum zu Thirty Three and a Third (US)
- 1992: George Harrison – Live in Japan; Fünf Titel USA Promotion-Kompilation zum gleichnamigen Album
- 2001: All Things Must Pass – A Conversation with George Harrison February 15, 2001; Promo-Interviewalbum zu All Things Must Pass (Wiederveröffentlichung) (US)
- 2001: All Things Must Pass – Special Advance Sampler; Internationale Promotion-Kompilation mit acht Titeln zu All Things Must Pass (Wiederveröffentlichung)
- 2004: George Harrison – The Dark Horse Years 1976–1992; Internationale 12 Titel Promotion-Kompilation zur gleichnamigen Box
- 2006: Living in the Material World Radio Special Promo-Interviewalbum zu Living in the Material (Wiederveröffentlichung) (US)

### Promotionsingles
Hierbei handelt es sich um Promotion-Singles, die nicht als reguläre Singles für den Erwerb erschienen sind.
- 1986: Shanghai Surprise (Einseitige 7″, UK)
- 1988: Devil’s Radio / Devil’s Radio (12″, US)
- 1988: Cloud Nine (CD, USA)
- 1989: Poor Little Girl (Promo Edit, CD, US)
- 1991: Concert for Bangla Desh Selections: Bangla Desh (Live) / While My Guitar Gently Weeps (Live) / (Bob Dylan: Blowing in the Wind) (CD, EU)
- 2002: Stuck Inside a Cloud (CD, EU/US)

## Boxsets
| Jahr | Titel                   | Höchstplatzierung, Gesamtwochen, AuszeichnungChartplatzierungen (Jahr, Titel, Platzierungen, Wochen, Auszeichnungen, Anmerkungen) | Höchstplatzierung, Gesamtwochen, AuszeichnungChartplatzierungen (Jahr, Titel, Platzierungen, Wochen, Auszeichnungen, Anmerkungen) | Höchstplatzierung, Gesamtwochen, AuszeichnungChartplatzierungen (Jahr, Titel, Platzierungen, Wochen, Auszeichnungen, Anmerkungen) | Höchstplatzierung, Gesamtwochen, AuszeichnungChartplatzierungen (Jahr, Titel, Platzierungen, Wochen, Auszeichnungen, Anmerkungen) | Höchstplatzierung, Gesamtwochen, AuszeichnungChartplatzierungen (Jahr, Titel, Platzierungen, Wochen, Auszeichnungen, Anmerkungen) | Anmerkungen                                               |
| Jahr | Titel                   | DE | AT | CH | UK | US | Anmerkungen                                               |
| ---- | ----------------------- | --- | --- | --- | --- | --- | --------------------------------------------------------- |
| 2014 | The Apple Years 1968–75 | DE45 (1 Wo.)DE | — | — | — | US167 (1 Wo.)US | Erstveröffentlichung: 19. September 2014 6 CD + 1 DVD-Box |

Weitere Boxsets
- 2004: The Dark Horse Years 1976–1992 (6 CD + 1 DVD-Box)
- 2010: Collaborations (mit Ravi Shankar, 3 CD + DVD)
- 2017: George Harrison – The Vinyl Collection (zwölf Studioalben + Live in Japan + zwei Picture Disc 12" Singles)

## Statistik

### Chartauswertung
|                     | DE     | AT    | CH    | UK     | US     |
| ------------------- | ------ | ----- | ----- | ------ | ------ |
| Nummer-eins-Alben   | DE—DE  | AT—AT | CH—CH | UK2UK  | US2US  |
| Top-10-Alben        | DE1DE  | AT2AT | CH1CH | UK5UK  | US6US  |
| Alben in den Charts | DE10DE | AT7AT | CH5CH | UK12UK | US19US |

|                       | DE     | AT    | CH    | UK     | US     |
| --------------------- | ------ | ----- | ----- | ------ | ------ |
| Nummer-eins-Singles   | DE1DE  | AT1AT | CH2CH | UK2UK  | US3US  |
| Top-10-Singles        | DE3DE  | AT3AT | CH4CH | UK5UK  | US5US  |
| Singles in den Charts | DE11DE | AT4AT | CH5CH | UK12UK | US15US |

|                          | DE    | AT    | CH    | UK    | US    |
| ------------------------ | ----- | ----- | ----- | ----- | ----- |
| Nummer-eins-Videoalben   | DE—DE | AT—AT | CH—CH | UK2UK | US—US |
| Top-10-Videoalben        | DE—DE | AT—AT | CH—CH | UK2UK | US—US |
| Videoalben in den Charts | DE—DE | AT—AT | CH—CH | UK3UK | US—US |

### Auszeichnungen für Musikverkäufe
| Goldene Schallplatte - Australien - 2005: für das Video-Boxset The Concert for Bangladesh - Dänemark - 2021: für das Album All Things Must Pass - Italien - 2021: für die Single My Sweet Lord - 2024: für die Single Got My Mind Set on You - Kanada - 2003: für das Album Brainwashed - 2003: für das Album All Things Must Pass - Schweden - 1987: für das Album Cloud Nine - Spanien - 2024: für die Single Got My Mind Set on You - Vereinigte Staaten - 2012: für das Videoalbum Living in The Material World - Vereinigtes Königreich - 2013: für das Video-Boxset The Concert for Bangladesh | Platin-Schallplatte - Spanien - 2024: für die Single My Sweet Lord - Vereinigtes Königreich - 2013: für das Videoalbum Living in The Material World 2× Platin-Schallplatte - Kanada - 2012: für das Videoalbum Living in The Material World - Neuseeland - 2023: für die Single My Sweet Lord 4× Platin-Schallplatte - Vereinigte Staaten - 2008: für das Video-Boxset The Concert for Bangladesh |

Anmerkung: Auszeichnungen in Ländern aus den Charttabellen bzw. Chartboxen sind in ebendiesen zu finden.
| Land/RegionAuszeichnungen für Musikverkäufe (Land/Region, Auszeichnungen, Verkäufe, Quellen) | Silber     | Gold       | Platin       | Verkäufe   | Quellen             |
| -------------------------------------------------------------------------------------------- | ---------- | ---------- | ------------ | ---------- | ------------------- |
| Australien (ARIA)                                                                            | —          | Gold1      | —            | 7.500      | aria.com.au         |
| Dänemark (IFPI)                                                                              | —          | Gold1      | —            | 10.000     | ifpi.dk             |
| Italien (FIMI)                                                                               | —          | 2× Gold2   | —            | 85.000     | fimi.it             |
| Kanada (MC)                                                                                  | —          | 2× Gold2   | 2× Platin2   | 120.000    | musiccanada.com     |
| Neuseeland (RMNZ)                                                                            | —          | —          | 2× Platin2   | 60.000     | radioscope.co.nz    |
| Schweden (IFPI)                                                                              | —          | Gold1      | —            | 50.000     | Einzelnachweise     |
| Spanien (Promusicae)                                                                         | —          | Gold1      | Platin1      | 90.000     | elportaldemusica.es |
| Vereinigte Staaten (RIAA)                                                                    | —          | 9× Gold9   | 14× Platin14 | 14.450.000 | riaa.com            |
| Vereinigtes Königreich (BPI)                                                                 | 3× Silber3 | 5× Gold5   | 3× Platin3   | 1.805.000  | bpi.co.uk           |
| Insgesamt                                                                                    | 3× Silber3 | 22× Gold22 | 22× Platin22 |            |                     |